# Ninhursag Corona
Ninhursag Corona est une corona, formation géologique en forme de couronne, située sur la planète Vénus par -38° S et 23,5° E. Elle est localisée dans le quadrangle de Kaiwan Fluctus. Elle a été nommée en référence à Ninhursag, déesse babylonienne de la Terre. 

## Géographie et géologie
Ninhursag Corona couvre une surface circulaire d'environ 125 km de diamètre. 